# Melophorus attenuipes
Melophorus attenuipes  (лат.) — вид мелких муравьёв рода Melophorus из подсемейства Formicinae.

## Распространение
Австралия. Штат Западная Австралия.

## Описание
Мелкие муравьи, длина около 5 мм. Длина головы HL 0,56—1,37 мм; ширина головы HW 0,45—1,57 мм. Основная окраска тела коричневая. Клипеус выступающий впереди. Псаммофор часто с грубыми и хорошо разделёнными аммохетами. Усики состоят из 12 члеников, нижнечелюстные щупики из 6, нижнегубные щупики из 4 члеников.
Вид был впервые был описан в 2017 году австралийскими мирмекологами Брайном Хетериком (Brian E. Heterick; Western Australian Museum, Welshpool, Перт, Австралия), Марком Касталанелли (Mark Castalanelli; Welshpool), Стивом Шаттаком (Steve O. Shattuck; CSIRO Entomology, Канберра). Включён в состав видовой группы M. aeneovirens.